# نجيب بلخوجة
نجيب بلخوجة ولد عام 1933 وتوفي في 10 ماي 2007. فنان تشكيلي تونسي و رسام.

## تكوينه
هو رسّام عصامي، وقد أقام لفترات وجيزة بأكاديميات فنية حرة بالعاصمة الفرنسية باريس.

## تواريخ في حياته
- 1964 : حصل على الميدالية الذهبية بميلانو
- 1939- 1960 أقام عدة معارض شخصية بتونس
- 1973: معرض شخصي بالرباط- المغرب
- 1980: معرض شخصي بقاعة الفنون- تونس

شارك في عدة معارض بتونس وبالخارج (فرنسا- إيطاليا- المغرب).

## اتجاهه الفني
ترتكز أعمال نجيب بلخوجة على النظرية الهندسية، وتتعلّق بتصوير المدينة العتيقة، ويستعمل الخط العربي. ولا شك فقد عمل من أجل صياغة فنّ عربي حديث.

## في غير الرسم
انتخب نجيب بلخوجة عام 1978 رئيسا للاتحاد الوطني للفنون التشكيلية وفنّ الرسم، إلا أنه استقال بعد عامين. هذا وقد أحرز عام 1990 على الجائزة الوطنية للفنون التشكيلية.

## وصلة خارجية
نجيب بلخوجة الذي ودعنا: الرجل الذي تكلم بصمت